# К'єтіль Ундсет
К'єтіль Ундсет (норв. Kjetil Undset, 24 серпня 1970) — норвезький академічний веслувальник.
Срібний призер Олімпійських Ігор 1992 (парні четвірки), 1996 (парні двійки) років, учасник 2000 року.
Срібний призер Чемпіонату світу 1997, 1998 років у складі парної двійки, бронзовий призер 1995 року в складі парної двійки.